# Magdeburger Blutbibel

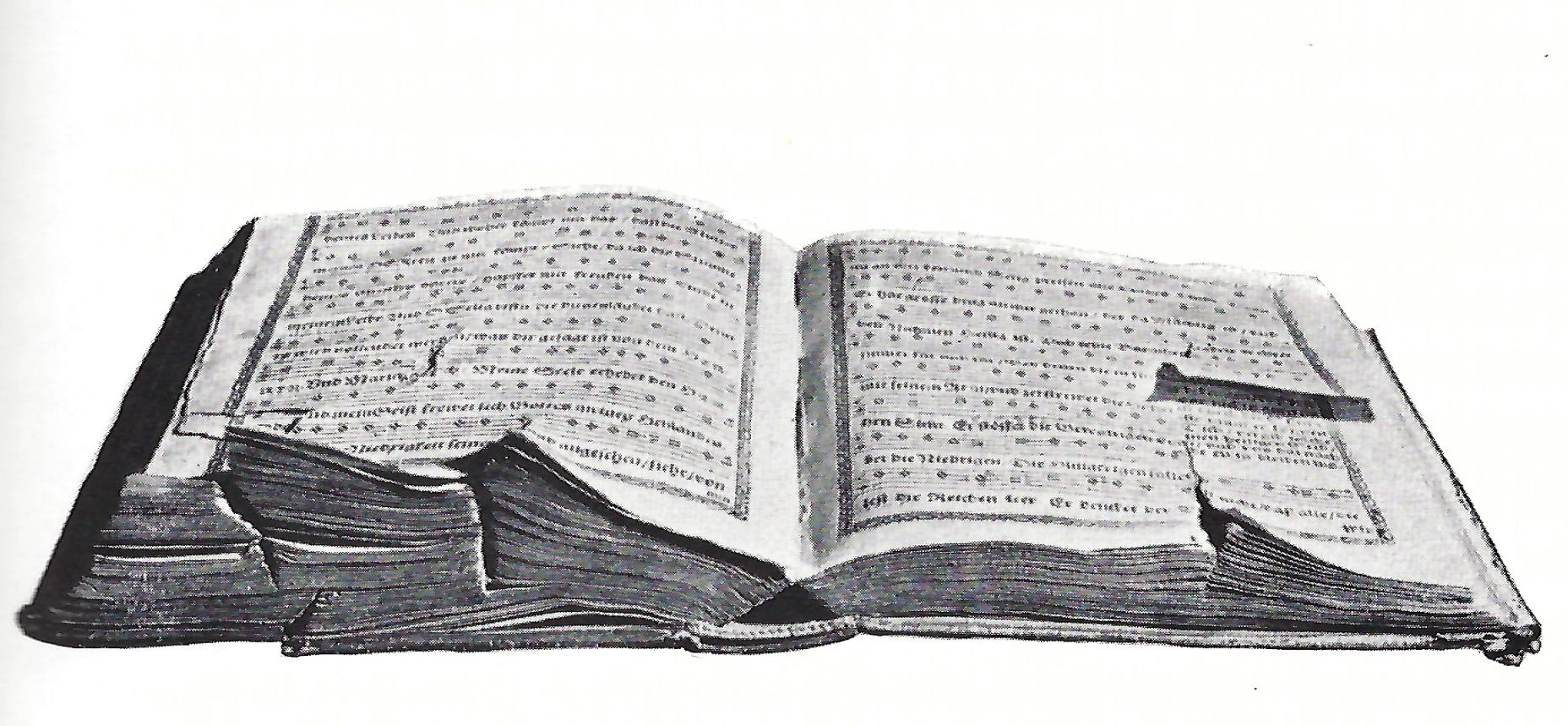
Magdeburger Blutbibel

Die Magdeburger Blutbibel ist ein Evangelienbuch aus dem Jahr 1617. Es wurde bei der Zerstörung Magdeburgs im Jahr 1631 beschädigt.
Das Exemplar ist keine Vollbibel, sondern eine von David Ciceler zusammengestellte und im Jahr 1617 gedruckte Sammlung der Epistel- und Evangelientexte für den Gottesdienst.

## Geschichte
Bekanntheit erlangte das Buch durch Ereignisse im Zuge der Zerstörung der Stadt Magdeburg im Dreißigjährigen Krieg am 10. Maijul. / 20. Mai 1631greg.. Kroatische Soldaten der Kaiserlichen Armee Tillys drangen nach der Erstürmung der Stadt auch in die Magdeburger Sankt-Johannis-Kirche ein. In der Kirche hatten Menschen Zuflucht gesucht. Die kaiserlichen Soldaten griffen die Menschen an und töteten unter anderem Pfarrer M. Ritter. Pfarrer Andreas Kramer versuchte den Altar zu verteidigen und wehrte sich mit dem geöffneten Evangelienbuch. Das Buch wurde dabei von Hieben und Stichen getroffen und beschädigt. Unter den Angreifern befand sich auch der aus Friesland stammende Offizier Edzard von Aschten. Er war früher in Hannover ein Schüler Kramers gewesen. Von Aschten erkannte seinen ehemaligen Lehrer und kam ihm zu Hilfe. Durch seine Hilfe konnten Andreas Kramer und weitere Personen aus der Kirche und der brennenden Stadt fliehen. Das Evangelienbuch wurde dabei mitgenommen und entging so der Zerstörung in der niederbrennenden Kirche.
Kramer flüchtete zunächst nach Dresden und später nach Mühlhausen/Thüringen, wo er als Superintendent tätig wurde und 1640 starb. Die Magdeburger Blutbibel blieb in Mühlhausen.
Im Jahr 1830 wurde sie dem Magdeburger Generalsuperintendenten Franz Bogislaus Westermeier anlässlich einer Visitationsreise in Mühlhausen gezeigt. Westermeier nahm das Buch mit zurück nach Magdeburg. Er sandte die Blutbibel dann nach Berlin zum preußischen König Friedrich Wilhelm III. mit der Bitte, das Buch zukünftig in der Johanniskirche aufbewahren zu dürfen. Der König entschied jedoch, dass das Buch wieder nach Mühlhausen zu geben sei. Westermeier bemühte sich, die Magdeburger Blutbibel anlässlich der 200-Jahr-Feier am 10. Mai 1831 in Magdeburg ausstellen zu können. Er starb jedoch zuvor, so dass das bereits nach Magdeburg gelangte Buch nicht öffentlich gezeigt wurde, da andere Personen nichts von der Präsenz des Buchs in Magdeburg wussten. Einzelne Personen sahen es dann einige Tage nach der Gedenkfeier. Letztlich wurde die Blutbibel wieder nach Mühlhausen zurückgesandt.
In Mühlhausen wurde das Buch in der Sankt-Blasii-Kirche aufbewahrt. Dort wurde es in den 1930er Jahren in aufgeschlagenem Zustand in einem neogotischen Schrein verwahrt. Während im Zweiten Weltkrieg die Magdeburger Johanniskirche erneut zerstört wurde, blieb die Magdeburger Blutbibel in Mühlhausen erhalten. Das Buch gelangte später in die Bibliothek im Archiv des evangelischen Kirchenkreises Mühlhausen.

## Beschaffenheit
Der volle Titel des Buchs lautet:

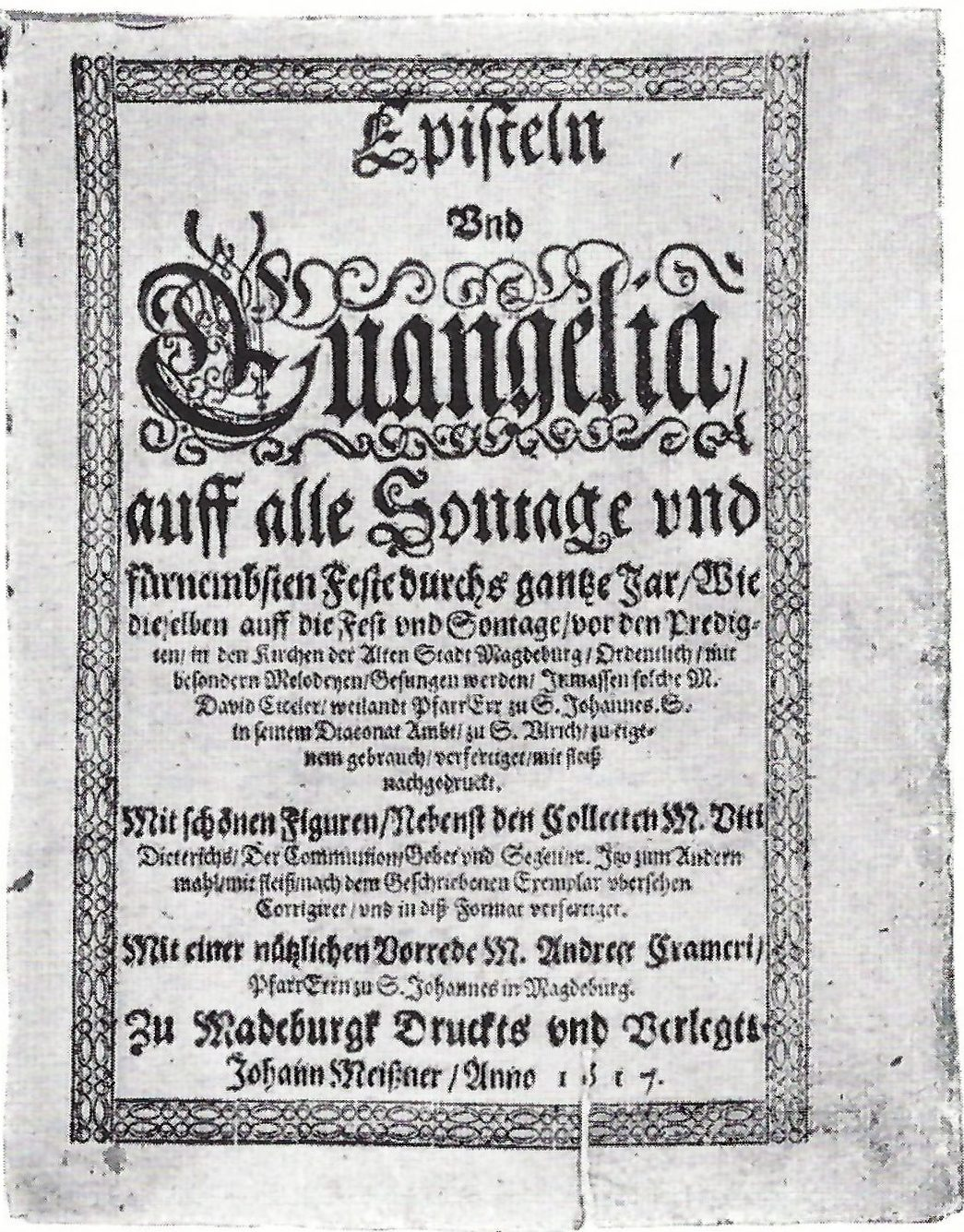
Titel

Dem Werk ist eine Vorrede des Pfarrers der Johanniskirche Andreae Crameri beigefügt. Druck und Verlag erfolgten durch Johann Meißner aus Magdeburg. Als Erscheinungsjahr wird 1617 angegeben.
In der unteren Hälfte des Buchs sind drei Hiebspuren zu sehen, die tief in das Buch einschneiden. Außerdem gibt es einen Stich, der viele Seiten des Buchs durchdringt. Darüber hinaus bestehen auch Blutflecken.
Auf der Rückseite des Titelblatts befindet sich eine lateinische Inschrift, die auf die Geschichte des Buchs verweist. Sie lautet: